# Бавчићи
Бавчићи је насељено мјесто у општини Фоча, Федерација Босне и Херцеговине, Босна и Херцеговина.

## Становништво
|         | 2013.       | 1991.         | 1981.         | 1971.         |
| Укупно  | 38 (100,0%) | 194 (100,0%)  | 250 (100,0%)  | 298 (100,0%)  |
| Бошњаци | 38 (100,0%) | 169 (87,11%)1 | 210 (84,00%)1 | 241 (80,87%)1 |
| Срби    | –           | 24 (12,37%)   | 40 (16,00%)   | 57 (19,13%)   |
| Остали  | –           | 1 (0,515%)    | –             | –             |

1. 1 На пописима од 1971. до 1991. Бошњаци су пописивани углавном као Муслимани.